# بوينغ إف2بي
بوينغ إف2بي (بالإنجليزية: Boeing F2B)‏ هي طائرة مقاتلة أنتجت في الولايات المتحدة. من صناعة بوينغ. كانت تستخدم بشكل أساسي من قبل بحرية الولايات المتحدة. كان أول طيران لها في 3 نوفمبر 1926. دخلت الخدمة في 20 يناير 1928، صنع منها 32 طائرة.

## المستخدمون
- بحرية الولايات المتحدة
- البحرية الإمبراطورية اليابانية